# Kloster Talantiou

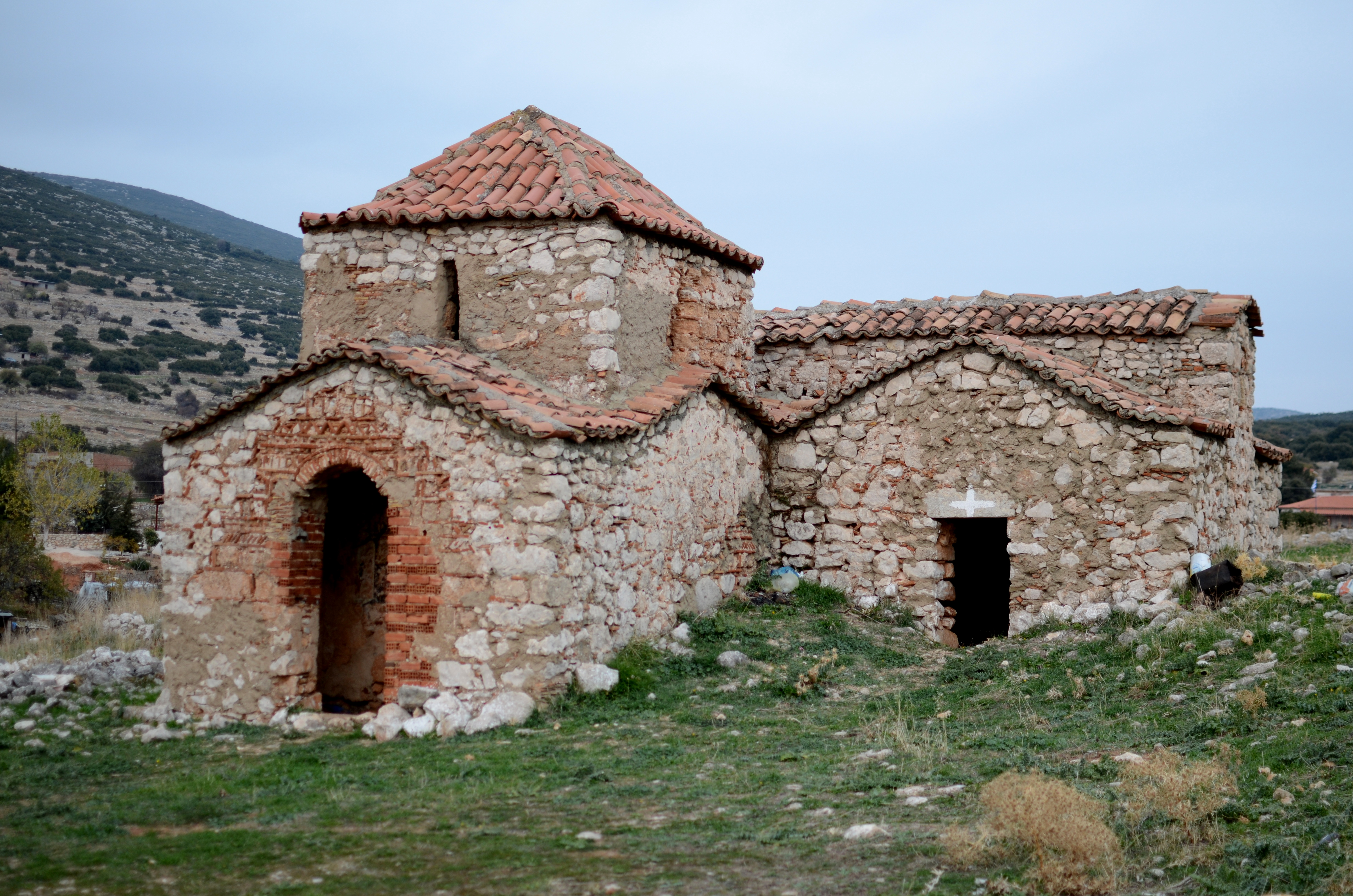
Kirche (links) und Kapelle (rechts) des ehemaligen Klosters

Kloster Talantiou (griechisch Μονή Ταλαντίου) ist ein ehemaliges orthodoxes Kloster südöstlich des griechischen Ortes Arachneo auf der Peloponnes. Heute sind nur noch das Katholikon und eine kleine Kapelle des Klosters erhalten. Sie stehen etwa 120 m südlich der Kirche Agios Ephraim an der Straße, die vorbei an der Kirche Agios Ioannis Piliaros, über den Pass bei der Festung Gyklos nach Lygourio führt. Die Gegend um das ehemalige Kloster trägt noch heute den Namen Metochi (griechisch Μετόχι = Klostergut).

## Geschichte
Die spätbyzantinische Hauptkirche wurde vermutlich im 14. Jahrhundert und die Kapelle kurze Zeit später errichtet. Es handelte sich zunächst um Kreuzkirchen. Die Hauptkirche wurde jedoch kurze Zeit später, vermutlich im 15. Jahrhundert, erweitert und erhielt eine Kuppel und einen Narthex. In der 2. Hälfte des 16. Jahrhunderts wurde die Kirche mit Fresken im Stil der Kretischen Schule verziert. 1715 eroberten die Osmanen die Peloponnes und besetzten auch Arachneo, das damals noch Cheli hieß. 1761 wies der Agha Kucuk Mehmet den Mönchen des Klosters Land zu, das sie bebauen und von dem Ertrag Steuern entrichten sollten. Aus diesem Grund gab man das Kloster auf und Daniel, der Prior des Klosters, gründete 4 km westlich von Arachneo im Chouni-Tal das Kloster Panagia Talantiou. Ab 2014 wurden die Gebäude restauriert und mit Türen versehen.

## Beschreibung
Außer der Doppelkirche sind keine weiteren Mauern des Klosters erhalten. Die Hauptkirche ist Agios Blasios und die Kapelle Agia Marina geweiht. Ursprünglich war das Katholikon eine Kreuzkirche mit einer Länge von etwa 5,50 m und einer Breite von etwa 4 m und hatte ein höher gelegenes Querschiff und im Osten ein halbrunde Apsis. Im Süden wurde die Kapelle in den gleichen Dimensionen angebaut und die beiden Querschiffe verbunden. Der nördliche Bau wurde etwas später im Westen um etwa 4 m verlängert und erhielt westlich des Querschiffs eine quadratische Kuppel von etwa 3,50 × 3,50 m. Die Mauern der Gebäude sind aus Steinen in der Cloisonné-Technik errichtet und die Hauptkirche ist an der Westfront mit dekorativen Bändern oder Friesen aus Ziegeln verziert.

### Katholikon
Durch die kleine Tür, die typisch für die spätbyzantinische Zeit ist, betritt man von Westen zunächst den etwa 1,50 m tiefen Narthex mit Tonnengewölbe. Hier ist an der Südwand Agios Blasios abgebildet. Die Fresken wurden durch Besucher, die ihre Namen oder andere Nachrichten in die Wand ritzten, zum Teil stark beschädigt. Durch einen offenen Durchgang gelangt man in den Naos, der im Westen mit der quadratischen Kuppel gekrönt ist. In der Kuppel ist Christus Pantokrator abgebildet. Es sind zwei Schichten der Fresken festgestellt worden, wobei die jüngere im Stil der Kretischen Schule der Werkstatt des Theodosios Kakkavas zugeschrieben wird. Der Boden des Naos ist mit grob behauenen Steinen gepflastert. Eine aus Steinen gemauerte Ikonostase trennt den Naos von dem Chor, der auch mit Fresken verziert ist.

### Kapelle
Die Südkapelle verfügt weder über einen Narthex noch eine Ikonostase. Die Fresken sind in schlechterem Erhaltungszustand. Eine Abbildung einer Heiligen an der Südwand trägt die Inschrift "A. K." und zeigt vermutlich Agia Kyriaki.